# Hidrokalikoza
Hidrokalikoza je razvojna anomalija i retko stan je mokraćnog sistema, koja se karakteriše dilatacijom (pro[ireнјem) jedne ili više čašica bubrega,  u kojima se skuplja mokraća pre nego što pređe u ureter. Ovo proširenje se dešava bez ikakvih prepreka u urinarnom traktu, što ga razlikuje od drugih sličnih stanja kao što je hidronefroza. Hidrokalikoza može uticati na jednu ili više čašica i može biti povezana sa drugim abnormalnostima bubrega.
Zbog svoje retkosti, hidrokalikoza se može nepotpuno ili pogrešno dijagnostikovati kao druga  stanja u čašicama bubrega. 

## Epidemiologija
Hidrokalikoza je retko stanje, a njena tačna prevalencija nije dobro dokumentovana. Može se javiti kod osoba bilo kog uzrasta, ali se urođeni slučajevi često dijagnostikuju kod dece. 
Ne postoji poznata polna ili etnička sklonost.  

## Etiologija
Tačan uzrok hidrokalikoze nije uvek jasan. Može biti urođena, što znači da je prisutna pri rođenju ili stečena kasnije u životu.
- Urođeni slučajevi mogu biti posledica abnormalnosti u razvoju bubrega ili urinarnog trakta.

- Stečeni slučajevi mogu biti posledica stanja koja utiču na protok urina, kao što su infekcije, traume ili prethodne operacije.

- U nekim slučajevima, uzrok ostaje idiopatski, što znači nepoznat.

## Patofiziologija
Patofiziologija hidrokalikoze uključuje proširenje bubrežnih čašica bez opstrukcije. Ova dilatacija može biti rezultat povećanog pritiska unutar čašica ili strukturnih abnormalnosti koje utiču na drenažu urina. Vremenom, proširenje može dovesti do promena u bubrežnom tkivu, što potencijalno utiče na funkciju bubrega. Razumevanje osnovnih mehanizama je ključno za efikasno upravljanje i lečenje.

### Vrste
Unutrašnja hidrokalikoza
Unutrašnja opstrukcija može nastati zbog infundibularne stenoze ili ahalizije prstenastih mišićnih vlakana na mestu gde infundibulum kaliksa ulazi u pelvis. 
Spoljanja hidrokalikoza
Spoljašnja opstrukcija najčešće nastaje zbog vaskularne kompresije na bubrežne čašice. 

## Klinička slika
Klinički hidrokalikoza se manifestira bolom u gornjem delu trbuha ili slabinama,  različitim simptomima,  iako neki slučajevi mogu ostati asimptomatski. Uobičajeni simptomi uključuju: 
- bol u slabinama, između rebara i kuka,
- hematuriju, prisustvo krvi u mokraći.
- ponavljajuće infekcije urinarnog trakta (UTI) zbog abnormalnog protoka urina.

## Dijagnoza
Stanje se može slučajno otkriti tokom slikovnih testova ilidrugih pregleda. Konačna dijagnoza se postavlja ultrasonografskim pregledom ili intravenskom ultrasonografijom (skraćeno IVU).  Ultrazvuk bubrega je često prvi korak, jer može otkriti proširenje čašica. Dalje snimanje, kao što je kompjuterizovana tomografija i magnetna rezonantna tomografija , mogu biti neophodna da bi se procenio stepen proširenja i da bi se isključila druga stanja kao što su kamenci u bubregu ili tumori. Može se uraditi cistouretrogram sa mokrenjem (VCUG) za procenu urinarnog trakta i bilo kakvih drugih funkcionalnih abnormalnosti.

## Terapija
Lečenje hidrokalikoze zavisi od težine simptoma i osnovnog uzroka. U asimptomatskim slučajevima, redovno praćenje može biti dovoljno. Za pacijente sa simptomima, rešavanje svih osnovnih problema, kao što su lečewe bola i infekcije ili anatomske abnormalnosti, je ključno. 
Hirurška intervencija može biti neophodna u teškim slučajevima da bi se ispravili bilo kakvi strukturni problemi u bubrezima ili urinarnom traktu.

## Prognoza
Prognoza za hidrokalikozu varira u zavisnosti od osnovnog uzroka i prisustva bilo kakvih komplikacija. Uz odgovarajući tretman, mnogi pacijenti mogu voditi normalan život bez značajnog oštećenja bubrega. Međutim, ako se ne leči, stanje može dovesti do ponavljajućih infekcija i potencijalnog oštećenja bubrega tokom vremena. Redovno praćenje kod lekara je od suštinskog značaja za praćenje funkcije bubrega i sprečavanje komplikacija.

## Prevencija
Sprečavanje hidrokalikoze uključuje rešavanje svih faktora rizika koji mogu doprineti njenom razvoju. Ovo uključuje blagovremeno upravljanje infekcijama urinarnog trakta, izbegavanje traume bubrega i praćenje bilo kakvih urođenih abnormalnosti. Redovni medicinski pregledi i studije snimanja mogu pomoći u otkrivanju ranih promena u bubrezima, omogućavajući pravovremenu intervenciju.

## Literatura
- Nedima ATIĆ, Izeta SOFTIĆ, Jasminka TVICA. „Anomalije urinarnog trakta u djece”. Pedijatrija danas. 3 (2): 149—163. 2007.

## Spoljašnje veze
- :  (језик: енглески)
- : Genes and Disease (језик: енглески)

|  | Molimo Vas, obratite pažnju na važno upozorenje u vezi sa temama iz oblasti medicine (zdravlja). |